# Unione Sportiva Casertana 1965-1966
Questa pagina raccoglie le informazioni riguardanti l'Unione Sportiva Casertana nelle competizioni ufficiali della stagione 1965-1966.

## Rosa
| N. |                   | Ruolo | Calciatore           |
| -- | ----------------- | ----- | -------------------- |
|    | Italia (bandiera) | A     | Roberto Albano       |
|    | Italia (bandiera) | D     | Ezio Anghileri       |
|    | Italia (bandiera) | C     | Giulio Bongiovanni   |
|    | Italia (bandiera) | D     | Roberto Busetto      |
|    | Italia (bandiera) | A     | Maurizio Cavazzoni   |
|    | Italia (bandiera) | A     | Guido Cervati        |
|    | Italia (bandiera) | A     | Stefano Dal Monte    |
|    | Italia (bandiera) | C     | Mario De Grassi      |
|    | Italia (bandiera) | D     | Aldo Di Cecco        |
|    | Italia (bandiera) | A     | Francesco Fratese    |
|    | Italia (bandiera) | C     | Fabrizio Giovannetti |
|    | Italia (bandiera) | D     | Salvatore Lombardi   |

| N. |                   | Ruolo | Calciatore         |
| -- | ----------------- | ----- | ------------------ |
|    | Italia (bandiera) | C     | Antonio Marigliano |
|    | Italia (bandiera) | P     | Leo Masitti        |
|    | Italia (bandiera) | C     | Luciano Pacco      |
|    | Italia (bandiera) | C     | Giuseppe Pacini    |
|    | Italia (bandiera) | A     | Antonio Pellegrini |
|    | Italia (bandiera) | P     | Franco Pezzullo    |
|    | Italia (bandiera) | A     | Giovanni Pologna   |
|    | Italia (bandiera) | C     | Giovanni Sacchi    |
|    | Italia (bandiera) | C     | Biagio Savarese    |
|    | Italia (bandiera) | A     | Giuseppe Simeone   |
|    | Italia (bandiera) | A     | Emilio Venturelli  |
|    | Italia (bandiera) | C     | Mario Voltolina    |